# Kormoran (segédcirkáló)
A Kormoran (HSK-8) egy  második világháborús német segédcirkáló volt. Legjelentősebb akciója a HMAS Sydney nevű ausztrál könnyűcirkáló elsüllyesztése volt. Az összecsapásra, melyben maga a Kormoran is elsüllyedt, 1941 novemberében került sor.
A hajót a kieli Friedrich Krupp Germaniawerft építette, majd 1938. szeptember 15-én bocsátották vízre, Steiermark néven. A Steiermark még kereskedelmi hajóként szolgált Hamburg és Amerika közt. 1940. október 9-én a Kriegsmarine mint segédcirkálót állította szolgálatba. A hajót ekkor nevezték át Steiermarkról Kormoranra (A Kormoran magyarul kárókatona). A Kormoran első kapitánya Theodor Detmers fregattkapitány volt.
Hadrendbe állítása idején, a Kormoran vízkiszorítása 8736 tonna volt, és végsebessége elérte a 18-19 csomót. A hajó kitűnő példa volt a Kriegsmarine második világháborúban alkalmazott technikájára, amelynek az volt az alapja, hogy teherhajóknak álcázott hajókkal támadtak az ellenséges kereskedelmi konvojokra. A legnagyobb ilyen hajó, a Kormoran, főként az Atlanti-óceán déli részén, az Indiai-óceánon és a Csendes-óceán déli részén teljesített szolgálatot. A többi segédcirkálóhoz hasonlóan a Kormoran is komoly, de rejtett fegyverzettel rendelkezett. Fedélzetén hat darab 150 mm-es ágyú, torpedók és hidroplánok voltak, de nem volt elegendő páncélzata, sebessége, és az irányítórendszere sem volt megfelelő ahhoz, hogy hadihajó legyen. Sikereinek titka az álcázás és a meglepetés volt. 1940. december 3-ától számított 352 napon belül a Kormoran tíz kereskedőhajót süllyesztett el, melyeknek együttes vízkiszorítása 56 965 tonna volt.

## Végső összecsapása a Sydneyvel
1941. november 19-én a Kormoran szembetalálkozott a HMAS Sydney nevű könnyűcirkálóval, nem messze Ausztrália nyugati partjának, Carnarvon és Geraldton közötti szakaszától. A német segédcirkáló ekkor éppen egy holland teherhajónak, a Straat Malakka-nak volt álcázva.

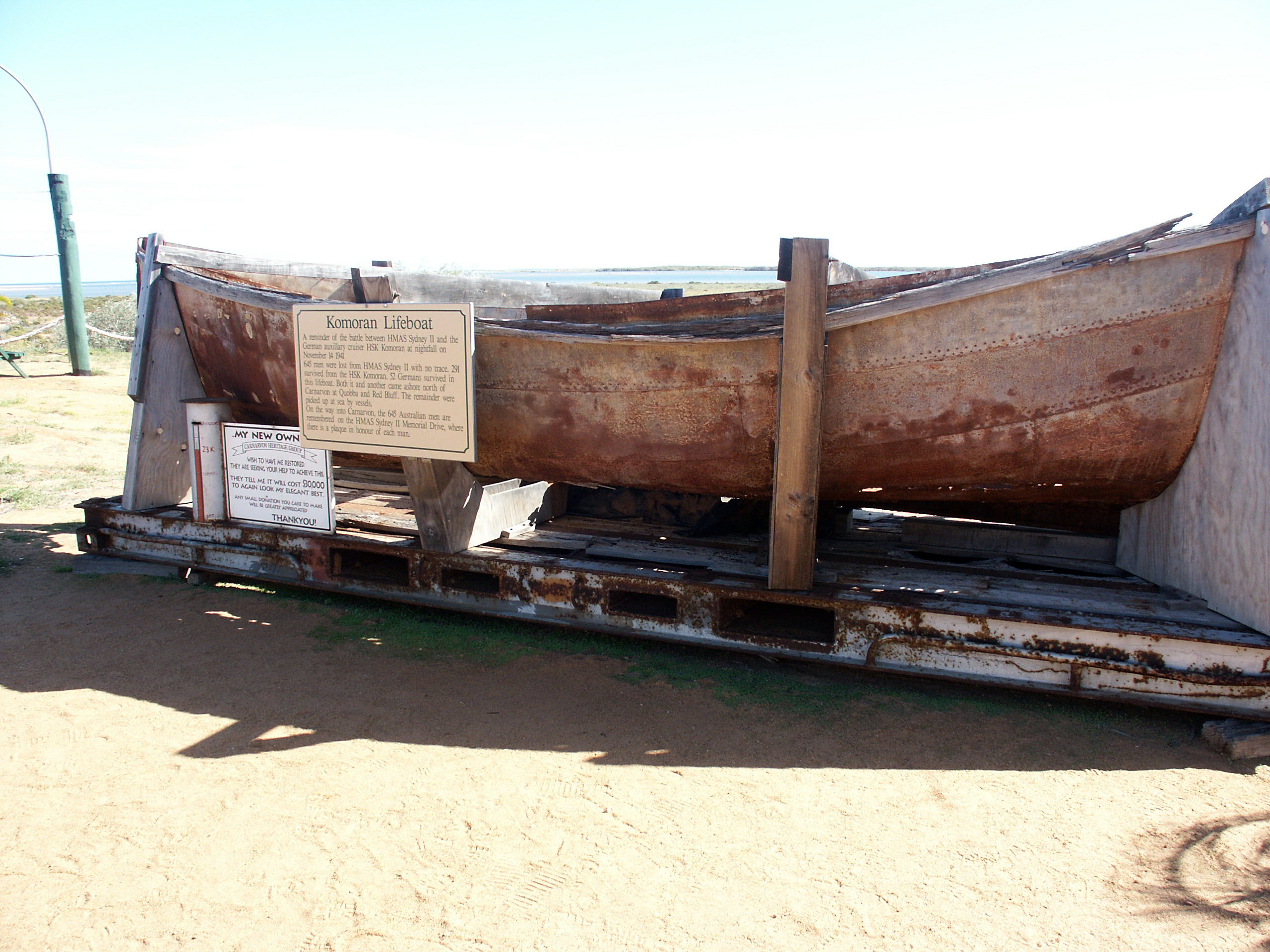
A Kormoran mentőcsónakja a nyugat ausztráliai Carnarvonban. "52 német menekült meg ebben a csónakban" – olvasható a táblán.

A Kormoran legénysége szerint, az ausztrál hadihajó nem volt felkészülve az összecsapásra, és lövegei nem voltak a német segédcirkálóra irányítva. A német hajó megközelítőleg 50 lövést adott le a Sydneyre, mire az viszonozni tudta a tüzet. A Sydney összesen körülbelül 150 találatot kapott a Kormoranról. Mindezen kívül egy torpedótalálat is érte a segédcirkálóról, még az összecsapás elején, amely komoly sérüléseket okozott az ausztrál hajónak. A két súlyosan megrongálódott hajó ezután eltávolodott egymástól, és a lángoló Sydney-t a Kormoran legénysége látta utoljára, néhány robbanás kíséretében. A Sydney és 645 tagú legénysége eltűnt és soha nem látták őket többé. Ez volt az első és egyedüli jelentett eset, hogy egy, a Kormoranhoz hasonló segédcirkáló győzelmet aratott volna egy szokványos hadihajó felett.
A Sydney közepes mértékben rongálta meg a Kormorant, de egyik találata következtében megfékezhetetlen tűz ütött ki a német hajón. A gépterem megsérülésével, 20 tengerész életét vesztette és a tűz bejutott az akna-tárolóba. A kapitány elrendelte a hajó elhagyását, hogy minél több életet meg tudjon menteni. A hajón robbanótölteteket helyeztek el, majd a megmaradt legénység csónakokba szállt. További 40 német katona halt meg, mikor a csónakjuk felborult a zord tengeren. Nem sokkal éjfél után a robbanótöltetek felrobbantak, majd 25 perccel később az aknák is. A Kormoran elsüllyedt.
Detmers kapitányt és a legénység megmaradt 320 tagját (köztük 3 kínai hadifoglyot), a Yandra, a Koolinda, és a Centaur nevű hajók felvették a mentőcsónakokból. A megmentett németek, a háború hátralévő részét ausztráliai hadifogolytáborokban töltötték, ahonnan csak 1947-ben szabadultak.
Az a tény, hogy a csatának csak német túlélői maradtak, kezdetben sok spekulációt és összeesküvés-elméletet szült. Később azonban kiderült, hogy a Kormoran valóban annyira megrongálta a Sydney-t hogy az teljesen elveszett. 2008 márciusában a Sydneyt felkutató alapítvány búvárai sikerrel jártak, igaz, először nem az ausztrál hajót, hanem a Kormorant találták meg, de két nappal később megtalálták a Sydney-t is.